# Nahalal
Nahalal (hebräisch נַהֲלָל) ist der älteste israelische Moschaw. Der Ort liegt westlich von Nazareth in der Jesreelebene und hatte 2018 895 Einwohner.

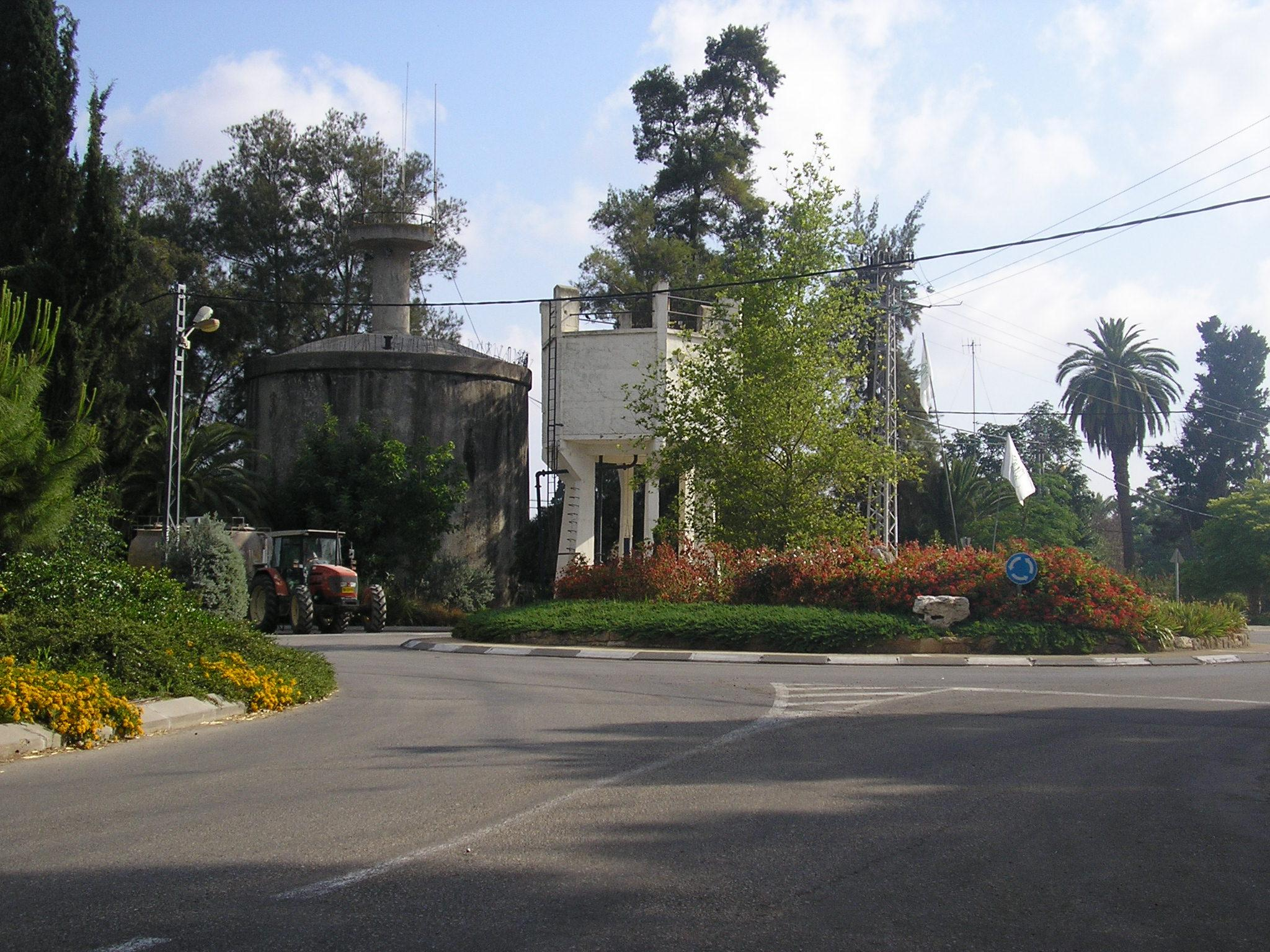
Kreuzung in Nahalal mit dem 1924 erbauten Wasserturm

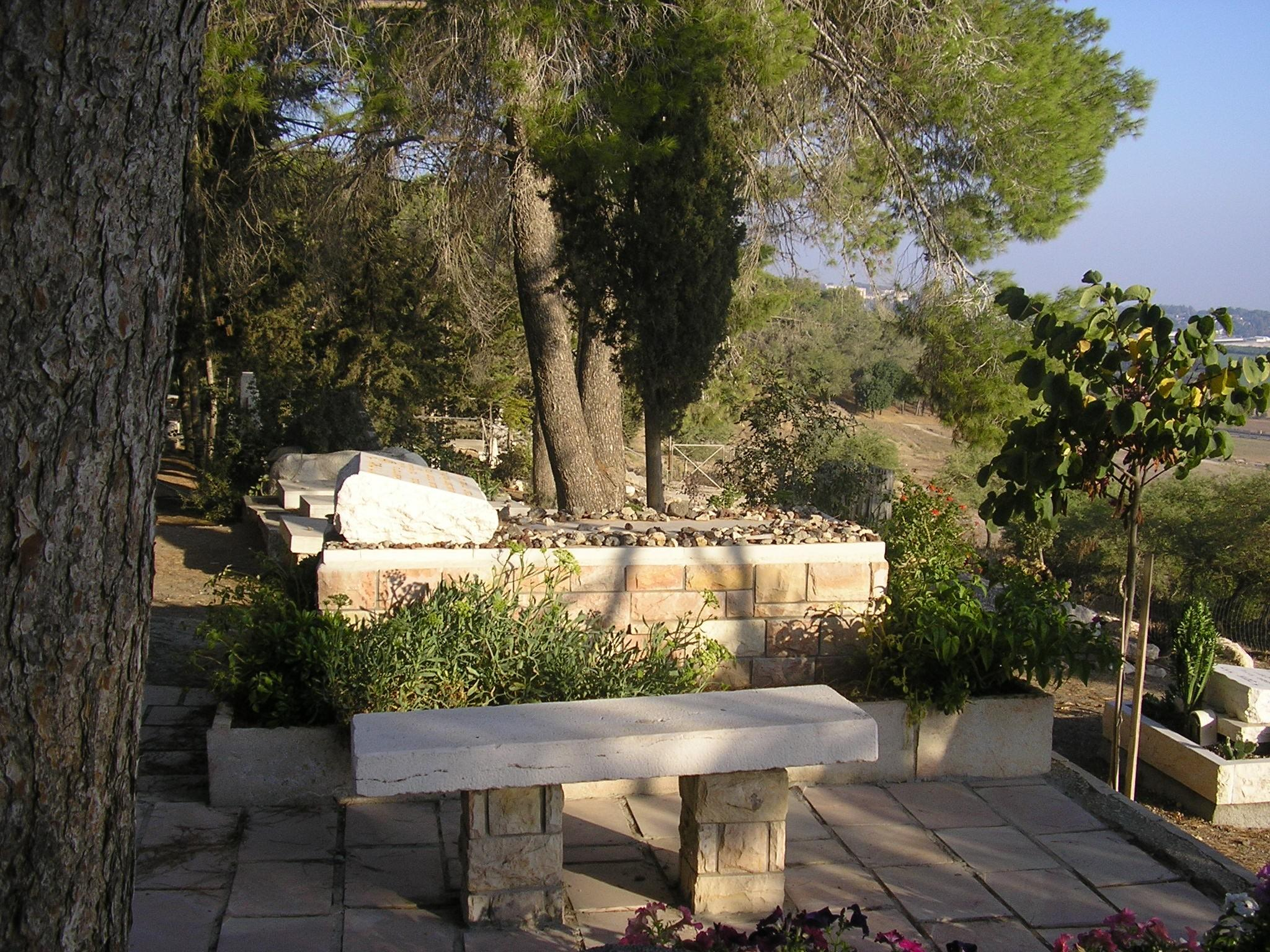
Mosche Dajans Grab in Nahalal

Der Name Nahalals geht auf eine Siedlung im Gebiet des Stammes Sebulon zurück, die im Alten Testament unter anderem in Jos 19,15  erwähnt wird. Dieser Ort lag zwar in derselben Gegend, lässt sich aber nicht mehr genau lokalisieren.

## Geschichte
An der Gründung der heutigen Siedlung am 11. September 1921 waren auch einige Mitglieder des ersten Kibbuz Degania beteiligt, die dem Konzept des Kibbuz den Rücken gekehrt haben. 1937 fand in Nahalal ein Treffen von Chaim Weizmann mit dem Peel-Kommissionsmitglied Reginald Coupland statt.
Die Planung für diesen sogenannten Moschaw Ovdim (Arbeitermoschaw) wurde von dem Architekten und Stadtplaner Richard Kauffmann vorgenommen.
Häufig wird Nahalal als der Prototyp eines Moschaw schlechthin angesehen, da in seinem Grundriss das Prinzip dieser Siedlungsform (jeder wirtschaftet für sich, Einkauf und Vertrieb sind genossenschaftlich organisiert) baulich verwirklicht ist. Um einen ovalen Ortskern mit den gemeinschaftlichen Gebäuden führt eine Ringstraße, an die sich nach außen, Tortenstücken gleich, die allesamt gleich großen Grundstücke der Bewohner anschließen.

## Persönlichkeiten

### Söhne und Töchter des Ortes
- Jael Dajan (1939–2024), Schriftstellerin und Politikerin
- Yehonatan Geffen (1947–2023), Sänger, Songwriter, Schriftsteller, Journalist und Übersetzer
- Amir Pnueli (1941–2009), Informatiker
- Meir Shalev (1948–2023), Schriftsteller
- Asaf Simhoni (1922–1956), Generalmajor der Verteidigungsstreitkräfte IDF

### Mit Nahalal verbunden
- Bekanntester Bewohner Nahalals war Mosche Dajan (1915–1981), dessen Familie in seiner Jugendzeit ebenfalls aus dem Kibbuz Degania übersiedelte. Dajan ist in Nahalal beerdigt.
- Hannah Szenes (1921–1944), Widerstandskämpferin, besuchte die Landwirtschaftsschule für Mädchen in Nahalal.
- Auf dem Nahalal Friedhof befinden sich auch die Gräber von Ilan Ramon (1954–2003), erster Astronaut Israels und seinem Sohn Assaf, die beide bei Abstürzen ums Leben kamen und nach denen der Flughafen Ramon benannt ist.